# St. Stephanus (Berlin-Haselhorst)

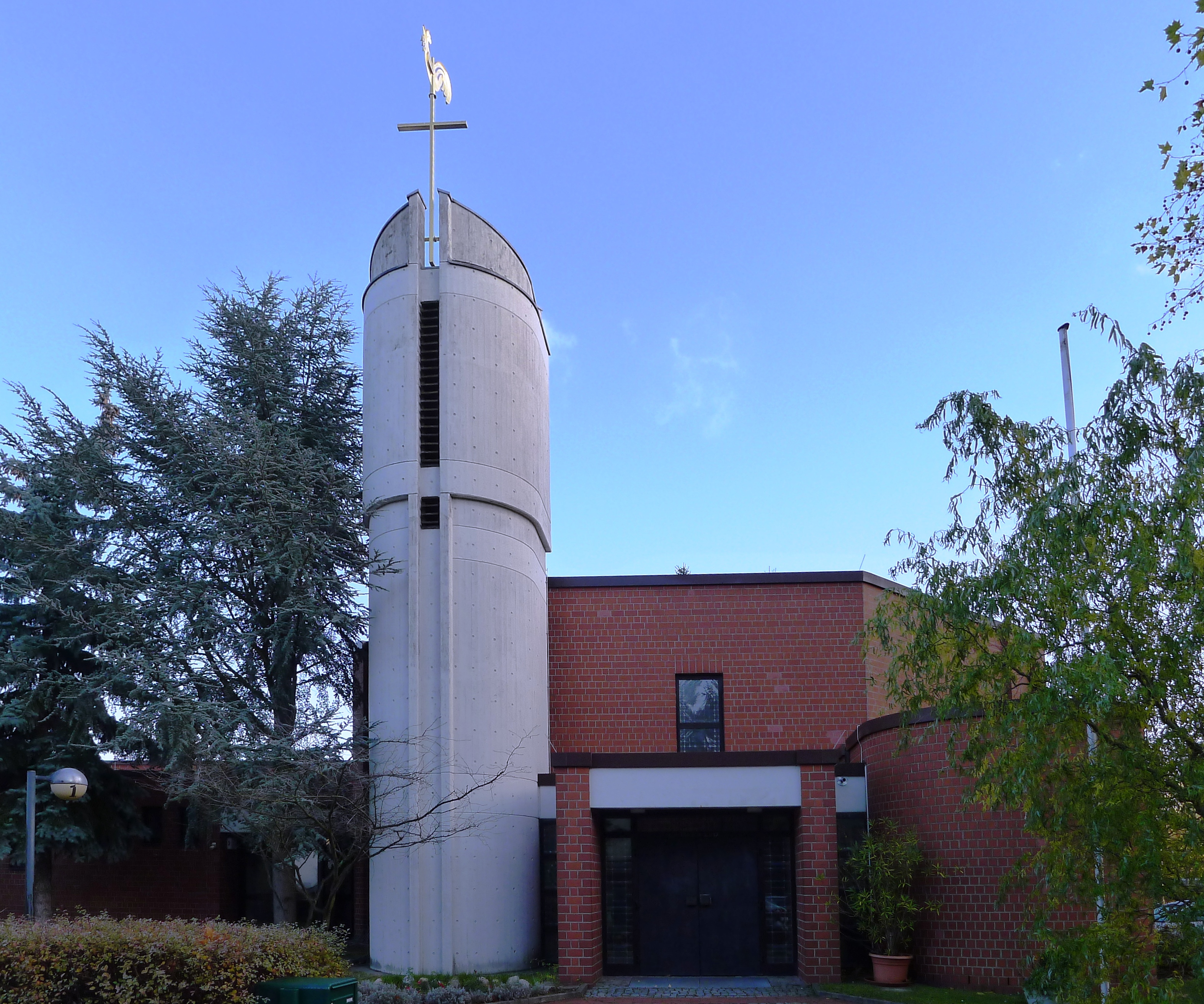
St. Stephanus

Die am 11. September 1982 geweihte römisch-katholische Kirche St. Stephanus, entworfen von Günter Maiwald, steht im Gorgasring 9 im Berliner Ortsteil Haselhorst des Bezirks Spandau. Sie gehört zur Pfarrei Heilige Familie – Spandau-Havelland im Erzbistum Berlin. Ihr Patron ist der heilige Stephanus.

## Geschichte
Ende des 19. Jahrhunderts wurde auf dem Gelände des Gutsbezirks Haselhorst, der erst 1910 der damaligen Stadt Spandau angegliedert wurde, eine Wohnsiedlung für die Beschäftigten einer Pulverfabrik, des späteren BMW-Motorradwerkes Berlin, angelegt. So kamen die ersten katholischen Familien hierher, die seelsorgerisch betreut werden mussten. Die Katholiken gingen seit 1919 in die Notkirche von St. Joseph im benachbarten Siemensstadt zur heiligen Messe. Zwischen 1931 und 1935 entstanden weitere 3500 Wohnungen in Haselhorst. Damit stieg auch die Zahl der Katholiken stark an. Im Jahr 1932 gründete sich ein Kirchenbauverein, aber erst am 15. August 1947, nach dem Ende de Zweiten Weltkriegs, kam es zur Gründung der Pfarrgemeinde St. Stephanus. Die Gottesdienste fanden in der Aula der Schule am Gartenfeld statt. 1951 kaufte die Gemeinde ein Gebäude von Siemens und ließ es zu einem Gotteshaus umbauen. Diese Notkirche wurde am 23. Dezember 1951 geweiht.
Für den schon 1932 ins Auge gefassten Kirchenbau erwarb die Gemeinde zwischen 1958 und 1972 vorsorglich mehrere Baugrundstücke. Zunächst wurde ein Haus mit 91 Seniorenwohnungen des Caritasverbandes am Gorgasring 11 errichtet und ein von der Gemeinde erworbenes Zweifamilienhaus für den Küster umgebaut. Die Entscheidung für den Bau einer neuen Kirche fiel im Jahr 1979, nachdem das Bonifatiuswerk rund zwei Drittel der Baukosten von 2,6 Millionen Mark übernahm (kaufkraftbereinigt in heutiger Währung: rund 3,60 Millionen Euro).
Im Jahr 2008 wurde die Pfarrei St. Stephanus in die Pfarrei St. Joseph eingegliedert und verlor ihre Selbständigkeit. Seit dem 1. Januar 2023 gehören die Kirchen St. Stephanus und St. Joseph zur neu gebildeten Pfarrei Heilige Familie – Spandau-Havelland.  

## Baubeschreibung der Notkirche
Der langgestreckte Baukörper mit niedrigem Anbau für den Eingang, ein verputzter eingeschossiger Mauerwerksbau mit sehr flachem Zeltdach, lag von der Straße abgerückt in einem Garten. Er diente als Gemeindezentrum und hatte einen nahezu quadratischen Gottesdienstraum. Sein Tageslicht erhielt er von der rechten Seite durch vier paarige Fenster und durch zwei ebensolche seitlich des Eingangs. An der Breitseite wurde der Raum mit einer flachrunden Apsis abgeschlossen, auf der einstufigen Estrade stand der Altar. Der Glockenturm, ein Stahlbetonskelettbau über quadratischem Grundriss, war seitlich an der Südwestecke angesetzt. Die offene Glockenstube ging über die beiden oberen Geschosse. In ihr hing ein Geläut aus drei Bronzeglocken, die 1957 von Feldmann & Marschel gegossen wurden.
| Schlagton | Gewicht (kg) | Durchmesser (cm) | Höhe (cm) | Inschrift                              |
| --------- | ------------ | ---------------- | --------- | -------------------------------------- |
| a'        | 390          | 88               | 75        | STEPHANUS – ICH SEHE DEN HIMMEL OFFEN. |
| b'        | 349          | 83               | 68        | MARIA – MARIA, BREIT DEN MANTEL AUS.   |
| c'        | 237          | 73               | 63        | MICHAEL – HILF UNS HIE KÄMPFEN.        |

Rudolf Heltzel schuf 1952 die Reliefs an den Seitenaltären und die Schutzmantelmadonna als Intarsie in einem Klappbild, außerdem das Taufbecken und die vierzehn Kreuzwegstationen. 1954 wurde eine Walter-Orgel aufgestellt.

## Baubeschreibung der neuen Kirche
Der Zentralbau zwischen Küster- und Seniorenwohnhaus, ein mit braunroten Ziegeln verblendeter Stahlbetonskelettbau, erhebt sich über einen annähernd oktogonalen Grundriss. Fünf Seiten sind etwa gleich lang. Die dem Eingang gegenüber liegende Wand ist breiter als die oben genannten fünf, deshalb sind die beiden benachbarten schmaler. Die Wandabschnitte sind durch vertikale Fensterbänder miteinander verbunden. Der Glockenturm, ein halbrunder Campanile aus Sichtbeton, sowie ein halbrunder, flach gedeckter Anbau für die Taufkapelle haben eine Farbverglasung und innen weiß verputzte Wände, stehen jeweils neben der offenen Vorhalle mit dem Portal. Im Turm befindet sich auch der Zugang zur Empore, auf der die Orgel aufgestellt ist. Das Geläut wurde von der Notkirche übernommen. Der Turm weird gekrönt von einem schlanken Kreuz und einem Wetterhahn an der Spitze.
Den Altarbereich mit Altar, Tabernakel, Ambo und Kreuz aus Travertin und Bronze gestaltete Hubert Elsässer. Über dem fast zentral angeordneten Altar, den dreiseitig die Bänke des Kirchengestühls umgeben, ist ein achteckiges Oberlicht in die holzverkleidete Decke unter dem Flachdach eingelassen. Der rückwärtige Erker ist durch seitliche Lichtbänder geöffnet. Von der Notkirche wurden der Kreuzweg, das Taufbecken und der Osterleuchter übernommen, die Walter-Orgel wurde erweitert. Die Schutzmantelmadonna kam in die Taufkapelle.

## Orgel
Die Orgel wurde 1954 als Opus 3318 des Orgelbau-Unternehmens Walter gebaut und dann erweitert in die neue Kirche übernommen. Sie hat jetzt 13 Register auf zwei Manualen und Pedal. Die Disposition lautet:
| I Hauptwerk C–g3 |     |
| Prinzipal        | 04' |
| Holzgedackt      | 08' |
| Nachthorn        | 08' |
| Waldflöte        | 02' |
| Mixtur IV        |     |

| II Schwellwerk C–g3 |               |
| Tromba              | 08'           |
| Gedacktpommer       | 08'           |
| Prinzipal           | 02'           |
| Gemshorn            | 04'           |
| Sesquialter         | 2 ⁄3 + 1 3⁄8' |
| Tremolo I + II      |               |

| Pedal C–f1 |     |
| Subbaß     | 16' |
| Gedacktbaß | 08' |
| Fagott     | 16' |

- Koppeln: II/I, I/P, II/P

## Pfarrer
Die Pfarrer von St. Stephanus waren:
- 15. August 1947 – August 1958: Gregor Rittmeyer (* 14. August 1907; † 6. Februar 1985)
- August 1958 – 31. Oktober 1972: Karl Kurek (* 5. Januar 1912; Priesterweihe 27. März 1938; † 12. Mai 1995)
- 1. November 1972 – 31. August 1988: Eugen Psiuk (* 29. April 1938; Priesterweihe 22. Dezember 1962)
- 1. September 1988 – 30. November 1996: Peter Baumgart (* 10. November 1940; Priesterweihe 24. Januar 1976)
- 1. Dezember 1996 – 9. Juli 2007: Norbert Kühn (* 20. Juni 1947; Priesterweihe 15. März 1975; † 9. Juli 2007)